# Квинт Корнифиций (народный трибун)
Квинт Корнифи́ций (лат. Quintus Cornificius; умер между 62 и 45 годами до н. э.) — римский политический деятель из плебейского рода Корнифициев, народный трибун 69 года до н. э., претор 67 или 66 года до н. э. Неудачно претендовал на консулат 63 года до н. э.

## Биография
Квинт Корнифиций принадлежал к муниципальной аристократии. Он был довольно богат, но не обладал необходимой с точки зрения римлян знатностью, поскольку не имел предков, которые бы занимали высшие магистратуры. Предположительно Квинт перебрался в Рим вместе со своим братом Луцием в 70-е годы до н. э., будучи уже взрослым человеком.
Первые упоминания о Квинте Корнифиции в сохранившихся источниках относятся к 70 году до н. э. Тогда Квинт был одним из судей во время резонансного процесса Гая Верреса (наряду с Квинтом Манлием); обвинитель Марк Туллий Цицерон охарактеризовал его в первой речи против Верреса как «строжайшего и неподкупнейшего судью».
В 69 году до н. э. Корнифиций был народным трибуном; в 67 или (самое позднее) 66 году до н. э. он должен был занимать должность претора, потому что в 64 году выдвинул свою кандидатуру в консулы. Другими кандидатами были знатные плебеи Гай Лициний Сацердот и Луций Кассий Лонгин, патриции Публий Сульпиций Гальба и Луций Сергий Катилина, а также ещё один «новый человек» — Марк Туллий Цицерон. Последний, отдавая должное способностям Корнифиция, всё-таки не считал его серьёзным соперником, и Квинт действительно проиграл выборы.
В 63 году до н. э., когда был раскрыт заговор Катилины, под надзор Корнифиция передали на время одного из арестованных заговорщиков — Гая Корнелия Цетега. В 62 году до н. э. именно Квинт первым сообщил сенату о религиозном скандале: молодой аристократ Публий Клодий Пульхр проник в дом Гая Юлия Цезаря для тайной встречи с его женой, когда там отмечался праздник Доброй Богини. К 45 году до н. э., судя по одному из писем Цицерона, Квинта Корнифиция уже не было в живых.

## Потомки
У Квинта Корнифиция был сын, носивший то же имя, претор 45 года до н. э. и проконсул Африки. В трёх источниках упоминается некая Корнифиция, которая, по-видимому, была дочерью Квинта-старшего; при этом неясно, идёт ли речь об одной женщине или о трёх разных. Эта матрона в 45 году до н. э., после смерти отца, отказалась выходить за Ювентия Талну, поскольку тот был недостаточно богат. Позже она (или другая Корнифиция) стала женой некоего Коминия.